# Archicofradía del Resucitado (Murcia)
La Real y Muy Ilustre Archicofradía de Nuestro Señor Jesucristo Resucitado es una cofradía de culto católico perteneciente a la Semana Santa de Murcia (Región de Murcia, España). La llamada procesión de "los blancos" (o "del demonio" por el popular personaje que desfila en ella) constituye el colofón de los desfiles procesionales murcianos. 
Es la cofradía de Murcia que más pasos saca a la calle junto a Los Coloraos el Miércoles Santo (que saca 12) y la Cofradía del Perdón, con un total de 11.

## Historia
La Archicofradía del Resucitado de Murcia tiene su origen en 1910, cuando se fundó en la Iglesia conventual de La Merced. La institución contó desde sus inicios con indudables influencias de la Semana Santa de Lorca: el uso de indumentaria de hebreos, la representación del demonio encadenado o la utilización de una bandera como pendón de la Cofradía. 
Dejó de organizar la procesión del Domingo de Resurrección en 1931, ante el advenimiento de la II República tras 21 años de historia cofrade. Todavía hoy se conservan pasos de aquella primera época como el San Juan (1911), los Apóstoles del paso de la Aparición de Jesús a Tomás (1912) y la Cruz Triunfante (1917).
En 1947 un grupo de cofrades y mayordomos del Resucitado acordaron reconstituir la cofradía, eligiendo la Iglesia de Santa Eulalia como nueva sede para organizar la procesión. El primer cortejo de este segundo periodo tuvo lugar en 1948.
La procesión del Resucitado contó históricamente con 5 pasos y sus respectivas hermandades (Cruz Triunfante, Jesús Resucitado, Aparición de Jesús a Tomás, San Juan y Virgen Gloriosa) hasta que en 1980 se estrenó el paso y hermandad de los Discípulos de Emaús. A partir de este año, el patrimonio de la Archicofradía vivió una ampliación hasta llegar a los 11 pasos actuales.
A pesar de ser una cofradía que se enmarca dentro del estilo tradicional, cuenta con particularidades que van más allá de poseer una estética distinta al celebrar la Pascua de Resurrección, como que varios de los tronos cuentan con 3 estantes por vara y algunos marcan el paso.
La letra del himno fue escrita por José Valera Sánchez, mayordomo de la Archicofradía, con música de José Luis López García. Además, compusieron una marcha para cada uno de los pasos que procesionan el Domingo de Resurrección.

## Pasos y hermandades
Abriendo la procesión, tras la bandera-pendón de la Cofradía, desfila el tradicional personaje del Demonio encadenado, que representa la victoria de Cristo Resucitado tras la muerte.
La Archicofradía del Resucitado cuenta con 11 hermandades y sus respectivos pasos, por orden de salida en procesión:

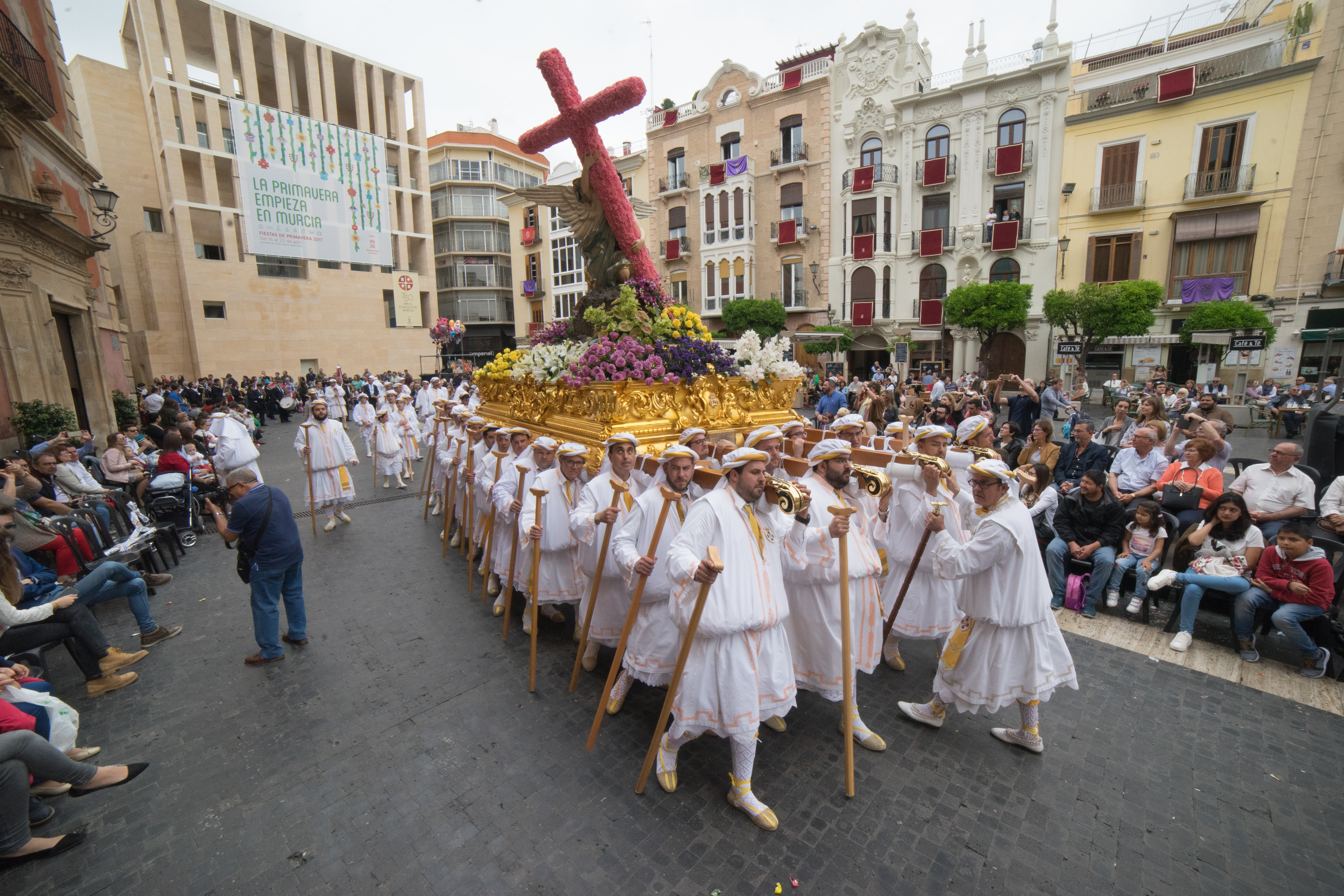
Paso de la Cruz Triunfante

- San Miguel Arcángel. Francisco Liza Alarcón, 1994
- La Cruz Triunfante. Clemente Cantos, 1917
- Nuestro Señor Jesucristo Resucitado. Cristo Resucitado y Ángel de José Planes, 1949, y Soldado romano de Antonio García Mengual, 1972
- Las Tres Marías y el Ángel del Señor. Antonio Labaña, 1993
- Aparición de Jesús a María Magdalena. Antonio Labaña, 1982
- Aparición a los Discípulos de Emaús. Antonio Labaña, 1983, que sustituye a uno anterior de Antonio García Mengual de 1980. La mesa que preside la escena cuenta con viandas reales al estilo del barroco murciano.
- Aparición de Jesús a Santo Tomás. Apóstoles de Francisco Sánchez Araciel, 1912, y Cristo de José Hernández Navarro, 1994. En lo que respecta al trono, de estilo neogótico, en sus esquinas aparecen los 4 evangelistas, también de Hernández Navarro.
- Aparición de Jesús en el Lago Tiberiades. Antonio Labaña, 1987-1988
- Ascensión del Señor. José Hernández Navarro, 2000
- San Juan Evangelista. Venancio Marco, 1911. Imagen de curiosa composición al aparecer escribiendo el evangelio junto a la clásica águila.
- Virgen Gloriosa. José Sánchez Lozano, 1950. El autor se inspiró en la imagen dieciochesca de la Inmaculada que procesionaba antes de la Guerra Civil. Va acompañada de dos ángeles, atribuidos a Antonio Dupar, que forman el conjunto de Santa Rosalía de Palermo de la parroquia de Santa Eulalia.

## Vestimenta

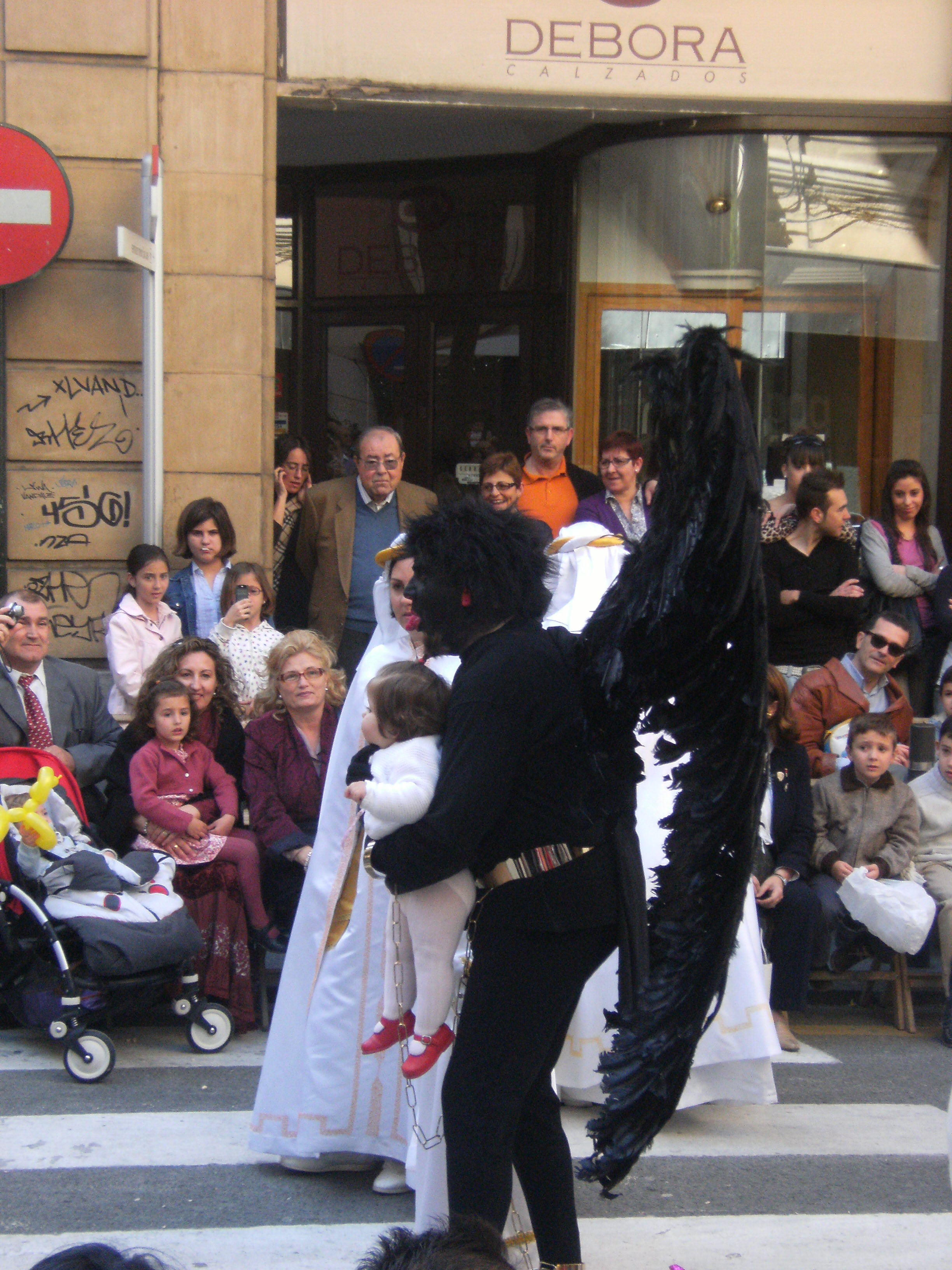
El tradicional Demonio encadenado que abre la procesión del Resucitado.

Siendo una cofradía de estilo Tradicional, lo cierto es que en la indumentaria se diferencia por completo del resto de cofradías murcianas. Su túnica, desde 1911 (la primera procesión), no es la típica de nazareno, sino que sus miembros visten de hebreos, con la cara destapada, sombrero hebreo y capa (en penitentes y mayordomos). Los estantes, aunque también llevan sombrero hebreo, no utilizan capa ni túnica larga (aunque lo hicieron hasta los años 50), y al igual que en el estilo tradicional visten túnica corta que deja ver las enaguas, las medias de repizco y las esparteñas (salvo los "estantes" del paso del titular, que no llevan esparteñas sino zapatos de mayordomo).
La vestimenta oficial de la Archicofradía del Resucitado consta de túnica y sombrero de hebreo de color blanco, con capa del mismo color y fajín dorado, llevada por los mayordomos en toda la procesión y los nazarenos de la hermandad del titular. En el resto de hermandades la capa y el sombrero hebreo van cambiando de color, según la hermandad.

## Itinerario
Plaza Santa Eulalia, San Antonio, Isidoro de la Cierva, Plaza Cetina, Barrionuevo, Plaza Hernández Amores, Trapería, Plaza de Santo Domingo, Bessabé, Echegaray, Plaza de Julián Romea, Fernández Ardavín, Plaza Santa Gertrudis, Calderón de la Barca, Esteve Mora, Plaza de San Bartolomé, Santa Catalina, Plaza Santa Catalina, Plaza de las Flores, Plaza de San Pedro, Jara Carrillo, Tomás Maestre, Glorieta de España, Arenal, Plaza del Cardenal Belluga, Plaza de los Apóstoles, Apóstoles, Isidoro de la Cierva, San Antonio, Plaza de Santa Eulalia
Cuando la Virgen Gloriosa vuelve a la Plaza Santa Eulalia de recogida, se lleva a cabo el Pregón de Cierre de la Semana Santa de Murcia.